# Dhaliyur
Dhaliyur è una suddivisione dell'India, classificata come town panchayat, di 8.579 abitanti, situata nel distretto di Coimbatore, nello stato federato del Tamil Nadu. In base al numero di abitanti la città rientra nella classe V (da 5.000 a 9.999 persone).

## Geografia fisica
La città è situata a 10° 56' 09 N e 76° 54' 46 E.

## Società

### Evoluzione demografica
Al censimento del 2001 la popolazione di Dhaliyur assommava a 8.579 persone, delle quali 4.430 maschi e 4.149 femmine. I bambini di età inferiore o uguale ai sei anni assommavano a 831, dei quali 435 maschi e 396 femmine. Infine, coloro che erano in grado di saper almeno leggere e scrivere erano 5.623, dei quali 3.215 maschi e 2.408 femmine.